# تاريخ بئر السبع وقبائلها (كتاب)
تاريخ بئر السبع وقبائلها، كتاب يتحدث فيه الكاتب والمؤرخ عارف العارف (1892 – 1973م)، قائم مقام ومدير شؤون البدو في بئر السبع في الفترة من 1929-1939 م، عن تاريخ مدينة بئر السبع وما حولها من آثار لمدن وحضارات سامية مندثرة كمدخل للحديث بالتفصيل عن القبائل البدوية التي تسكن منطقة النقب في فلسطين ونمط حياة هذه القبائل وتقاليدها والحروب التي دارت بينها، بالإضافة لذكر تفاصيل توثيقية كثيرة تعتبر مهمة لباحثي تاريخ النقب والتراث البدوي.

## دحض المزاعم اليهودية
لم ينحصر اهتمام عارف العارف كمؤرخ محلي بتاريخ المدن في كتاب «تاريخ بئر السبع وقبائلها» وصف تاريخ القبائل العربية التي أقامت في جنوب فلسطين، فإن رغبة عارف العارف بدحض المزاعم اليهودية حول صلاتهم التاريخية بفلسطين تُلمس أيضاً في تناوله للقبائل. فأكد أن لفلسطين من النسب العربي الصافي أكثر مما لأي بلد مجاور. وانتهى عارف العارف إلى أن العرق العربي الأصلي شكّل 70% من السكان المسلمين لفلسطين وشرق الأردن.

## إحصاء البدو
أحصى عارف العارف البدو لأول مرة في التاريخ وكان عددهم 150 ألفا، وينتمون إلى سبع قبائل كبرى هي:
1. الترابين.
2. التياها.
3. العزازمة.
4. الجراوين.
5. الجبارات .
6. الحناجرة .
7. السعيديين.
8. الأحيوات.[3]